# Шил (община)
Община Шил (на шведски: Kils kommun) е разположена в лен Вермланд, западна централна Швеция с обща площ 409 km2 и население 11 810 души (към 31 декември 2013). Административен център на община Шил е едноименния град Шил.